# Židovský hřbitov v Čížkovicích
Židovský hřbitov v Čížkovicích se nachází asi kilometr severozápadně od obce Čížkovice, okres Litoměřice, uprostřed polí. Založen byl v roce 1800, přičemž nejstarší dochovaný náhrobek pochází z roku 1839. Na celkové ploše 539 m2 se nachází zhruba třicet náhrobních kamenů či jejich pozůstatků. Pohřby se zde konaly do počátku 20. století, a pohřbívali se zde židé z širokého okolí, včetně náboženské obce v Milešově či židovských vojáků z vojenské posádky v Terezíně.
Až do roku 2003 hřbitov chátral a došlo k těžkému poničení ohradní zdi a náhrobků. Od roku 2003 hřbitov vlastní Federace židovských obcí, která jej v letech 2005 až 2006 restaurovala. V plánu je přitom další rekonstrukce.
Hřbitov je volně přístupný.